# Manasquan
Manasquan est un borough situé dans le comté de Monmouth, dans l'État du New Jersey, aux États-Unis.

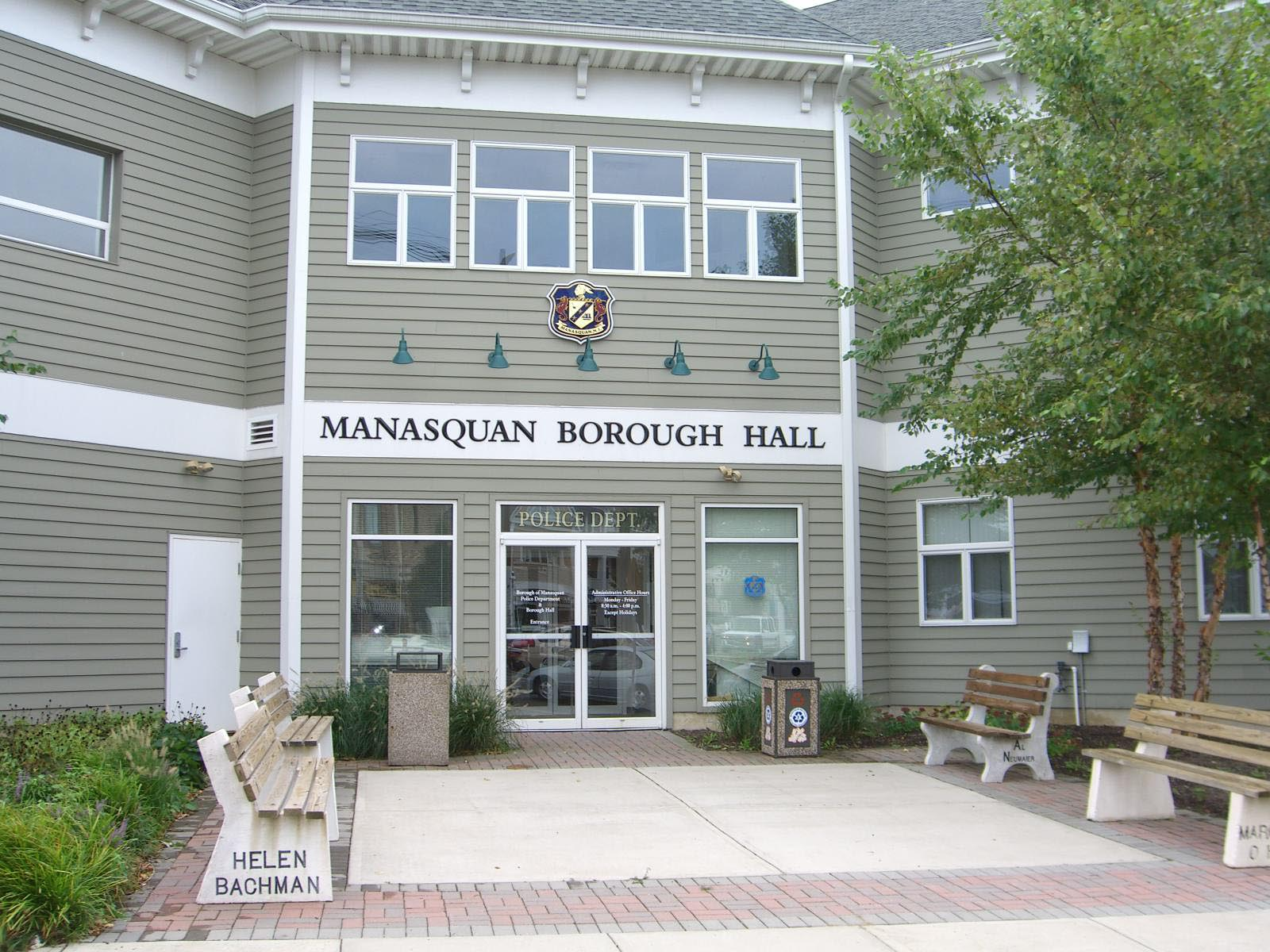
Mairie d'arrondissement de Manasquan, à l'intersection de la rue Main et de l'avenue Union